# Pelophryne rhopophilia
Pelophryne rhopophilia är en groddjursart som beskrevs av Robert F. Inger och Robert Stuebing 1996. Pelophryne rhopophilia ingår i släktet Pelophryne och familjen paddor. IUCN kategoriserar arten globalt som sårbar. Inga underarter finns listade i Catalogue of Life.